# 그뮌트군

그뮌트군의 위치

그뮌트군(독일어: Bezirk Gmünd)은 오스트리아 니더외스터라이히주에 위치한 군으로 행정 중심지는 그뮌트이며 면적은 786.39km2, 인구는 35,939명(2023년 기준), 인구 밀도는 46명/km2이다. 동쪽으로는 바이트호펜안데어타이아군, 남쪽으로는 츠베틀군, 남서쪽으로는 오버외스터라이히주 프라이슈타트군과 접하며 서쪽과 북쪽으로는 체코와 국경을 접한다.

## 하위 행정 구역
5개 도시, 11개 시장도시, 5개 일반 시를 관할한다.
- 도시
  - 그뮌트(Gmünd)
  - 하이덴라이히슈타인(Heidenreichstein)
  - 리차우(Litschau)
  - 슈렘스(Schrems)
  - 바이트라(Weitra)
- 시장도시
  - 아말리엔도르프알팡(Amaliendorf-Aalfang)
  - 바크그로스페르트홀츠(Bad Großpertholz)
  - 브란트나겔베르크(Brand-Nagelberg)
  - 에게른(Eggern)
  - 아이스가른(Eisgarn)
  - 그로스디트만스Großdietmanns)
  - 그로스쇠나우(Großschönau)
  - 히르슈바흐(Hirschbach)
  - 호에나이히(Hoheneich)
  - 키르히베르크암발데(Kirchberg am Walde)
  - 장크트마르틴(St. Martin)
- 일반 시
  - 하우크슐라크(Haugschlag)
  - 모르바트하르바흐(Moorbad Harbach)
  - 라잉거스(Reingers)
  - 운저프라우알트바이트라(Unserfrau-Altweitra)
  - 발덴슈타인(Waldenstein)